# Escudo de Mánchester
El escudo de la ciudad de Mánchester fue concedido el 1 de marzo de 1842, reinando Victoria del Reino Unido. Un día después fueron aprobadas los soportes, término que designa las figuras que flanquean el escudo propiamente dicho si son animales ya sean reales o imaginarios. 
Blasonamiento:

En un campo de gules, tres cotizas de oro, aumentado de un jefe de plata cargado de un barco de vela con pabellón británico en sus colores y sostenido por un mar ondado. Por soportes terrasados de sinople, en la diestra un antílope heráldico rampante de plata, linguado de gules, colletado y encadenado de oro y en la siniestra, un león rampante y guardante, de oro, linguado, armado y coronado de una corona mural de gules; los soportes cargados en sus hombros de una rosa de gules. Al timbre un yelmo de perfil en su color con un burelete de oro y gules, adornado de lambrequines de lo mismo; por cimera un globo terráqueo con  meridianos y paralelos en sus colores y cargado de siete abejas volando en sus colores (1,2,1,2,1). Por divisa "Concilio et Labore" de sable, en una lista de plata.

Consiste en un escudo con su campo de gules (rojo) con tres cotizas de oro (amarillas), la cotiza es una banda disminuida, la pieza que va en sentido diagonal de derecha a izquierda pero de menor grosor. Estas armas fueron adoptadas de la heráldica de los señores de Mánchester, que dominaron la ciudad hasta el año 1301. Este campo está aumentado de un jefe heráldico, la división que ocupa la tercera parte superior. El jefe es de plata (blanco) y en él se muestra un barco de vela con pabellón británico sobre el mar, como símbolo del comercio y la empresa. 
Los soportes son las figuras de un antílope heráldico, situado en la diestra (izquierda del espectador), rampante (erguido), de plata, linguado de gules (con su lengua roja), colletado (con un collar) y encadenado de oro, y un león, rampante y guardante (mirando al espectador), de oro, linguado armado y coronado de gules (con su lengua, uñas y una corona roja). Esta corona es mural, de origen romano, la que habitualmente emplean las corporaciones municipales como emblema de su poder y autoridad. Los dos soportes, que proceden de la heráldica del rey Enrique IV de Inglaterra, portan una rosa de gules sobre el hombro que queda a la vista. Esta rosa fue divisa de los Lancaster. El antílope heráldico y el león están terrasados de sinople (situados sobre un montículo verde). 
En el timbre aparece colocado yelmo de perfil en su color, adornado de lambrequines y un burelete de oro y gules. Este último elemento consiste en un pedazo tela retorcida que se colocaba alrededor de la parte superior del casco de los caballeros. La cimera es el adorno situado sobre el yelmo que también se muestra en la parte superior de algunos escudos de armas. En este caso consiste en un globo terráqueo con meridianos y paralelos sobre el que están representadas siete abejas (colocadas 1,2,1,2 y 1). Con el globo terráqueo y las abejas se quiso reflejar que las manufacturas de la ciudad de Mánchester se exportaban a todas las partes del mundo.
Escrito en una cinta de plata situada en la parte inferior, se muestra el lema de la ciudad "Concilio et Labore", con letras de sable (negro), que en latín significa "Déjate aconsejar y trabaja". Se trata de una cita del (Eclesiástico 37:16): "Antes de hacer cualquier cosa, hay que discutirla; antes de toda acción, hay que reflexionar".